# Toshihisa Tsuchihashi
Toshihisa Tsuchihashi (Japans: 土橋 登志久, Tsuchihashi Toshihisa) (Kagoshima, 18 oktober 1966) is een voormalig professioneel tennisser uit Japan. Hij vertegenwoordigde zijn vaderland op de Olympische Spelen van 1988 in Seoul, waar hij in de eerste ronde verloor van de Mexicaan Agustín Moreno.
- Bibliotheek van het Japanse parlement: 001180554
- Virtual International Authority File: 311116790